# تصویر بدنی

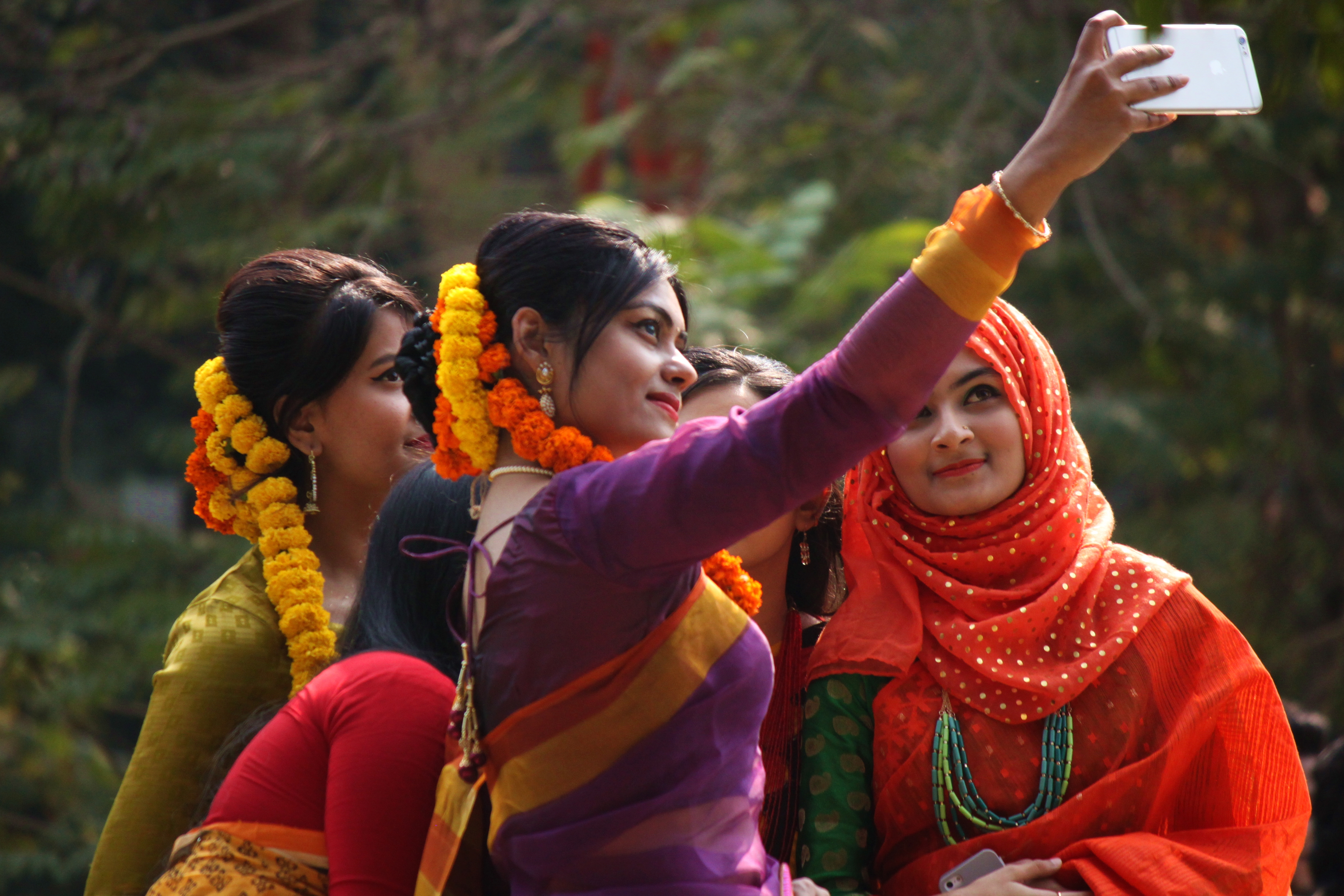
دختران بنگلادشی در اولین روز جشنواره فالگون در حال سلفی گرفتن هستند

تصویر بدنی (به انگلیسی: Body image) به معنی درک و احساسی ست که فرد از زیبایی و کشش جنسی بدن خودش دارد. عبارت تصویر بدنی اولین بار در کتاب ظاهر و تمثال بدن انسان نوشتهٔ پاول شیلدر، متخصص مغز و اعصاب اتریشی در سال ۱۹۳۵ عنوان شد. جامعهٔ انسانی در تمامی دوران‌ها جایگاه ویژه ای برای زیبایی بدن انسان قایل بوده‌است، اما دیدگاهی که فرد در مورد بدنش دارد ممکن است مطابق با استانداردهای جامعه نباشد.
مفهوم تصویر بدنی در بعضی از رشته‌ها از جمله روان‌شناسی، پزشکی، روان‌پزشکی، روانکاوی، فلسفه و مطالعات فرهنگی و فمینیستی و همچنین رسانه‌ها نیز استفاده می‌شود. در میان رسانه‌ها و این رشته‌ها تعریف مشترک و جامعی از تصویر بدنی وجود ندارد. اما می‌توان آن را به «شکلی که فرد بدن خودش را در آینه یا در ذهنش می‌بیند» تعریف کرد. این تصویر در واقع ترکیبی از خاطرات، تجربیات، مفروضات و مقایسات یک فرد از ظاهرش و نگرش کلی او نسبت به قد، شکل و وزنش است. همچنین تصور فردی هر شخصی از بدنش محصولی از ایده‌آل‌های کشت شده توسط رسانه‌های مختلف و ایده‌آل‌های فرهنگی ست.